# Tituly a vyznamenání Andrijana Nikolajeva

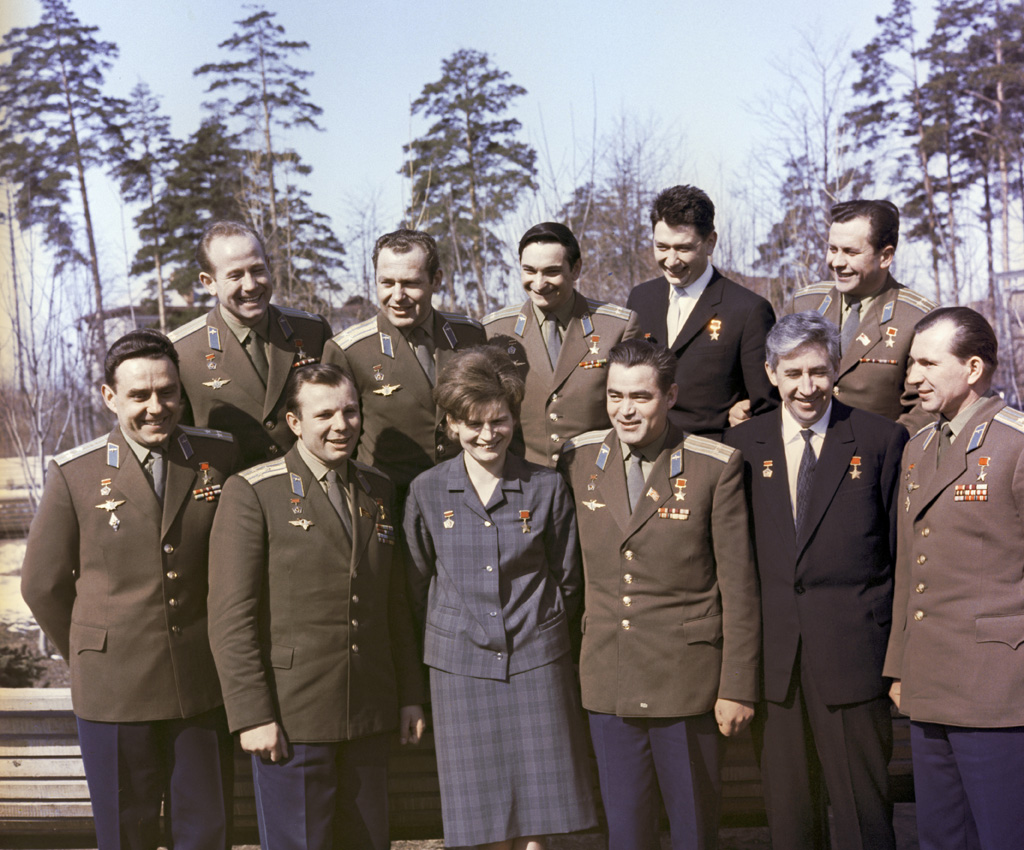
A. Nikolajev (v přední řadě čtvrtý zleva) v uniformě s vyznamenáními včetně Zlaté hvězdy Hrdiny Sovětského svazu

Andrijan Nikolajev, sovětský vojenský pilot a kosmonaut, obdržel během svého života řadu sovětských i zahraničních řádů a medailí.

## Vojenské hodnosti
- 29. prosince 1954: poručík[2]
- 30. dubna 1957: nadporučík[2]
- 9. května 1960: kapitán[2]
- 11. srpna 1962: major[2]
- 6. listopadu 1963: podplukovník[2]
- 10. dubna 1965: plukovník[2]
- 18. června 1970: generálmajor letectva[2]

## Vyznamenání

### Sovětská a ruská vyznamenání

#### Čestné tituly
- Hrdina Sovětského svazu 18. srpna 1962 a 30. července 1970

#### Řády
- Leninův řád – 18. srpna 1962
- Řád rudého praporu práce – 15. ledna 1976
- Řád rudé hvězdy – 17. června 1961
- Řád Za službu vlasti v ozbrojených silách III. třídy – 30. května 1988

##### Medaile
- Medaile Za upevňování bojového přátelství – 18. září 1991
- Medaile 100. výročí narození Vladimira Iljiče Lenina
- Jubilejní medaile 20. výročí vítězství ve Velké vlastenecké válce 1941–1945
- Pamětní medaile 850. výročí Moskvy
- Medaile Veterán ozbrojených sil SSSR
- Medaile 40. výročí Ozbrojených sil SSSR
- Medaile 50. výročí Ozbrojených sil SSSR
- Medaile 60. výročí Ozbrojených sil SSSR
- Medaile 70. výročí Ozbrojených sil SSSR
- Medaile Za bezchybnou službu I. třídy
- Medaile Za bezchybnou službu II. třídy
- Medaile Za bezchybnou službu III. třídy

### Zahraniční vyznamenání
- Bulharsko
  - Hrdina socialistické práce
  -  Řád Georgiho Dimitrova
  -  Řád Cyrila a Metoděje I. třídy
  -  Medaile Za upevňování přátelství ve zbrani
  -  Medaile 100. výročí osvobození Bulharska z osmanského područí
  -  Pamětní medaile 25. výročí vlády lidu
- Egypt
  -  Řád Nilu
- Indonésie
  -  Řád hvězdy Indonéské republiky II. třídy
- Kuba
  - Pamětní medaile 30. výročí Revolučních ozbrojených sil
- Maďarsko
  -  Řád praporu Maďarské lidové republiky – 1964
- Mongolsko
  -  Hrdina Mongolské lidové republiky
  -  Hrdina práce Mongolské lidové republiky
  -  Süchbátarův řád – 1965
  -  Medaile 30. výročí chalcyn-golského vítězství
  -  Medaile 30. výročí vítězství nad Japonskem
  -  Medaile 60. výročí Mongolské lidové armády
- Nepál
  -  Řád Gorkha Dakshina Bahu
- Vietnam
  -  Hrdina práce – 1962

### Ostatní ocenění
- Čestný občan Čuvašské republiky